# Махашиваратри
Махашивара́три также Ма́ха Шивара́три, Ма́ха Сивара́три или слитно Махасивара́три («великая ночь Шивы») — индуистский праздник в честь бога Шивы. Это переходящий праздник, приходится он на ночь перед новолунием последнего лунного цикла зимы, попадает на февраль-март. Праздник «Шиваратри» отмечается несколько раз в году, но этот считается самым главным, отчего носит приставку «маха» — великий, главный. Верующие читают «катха» — истории про Шиву, и поют гимны в его честь. После праздника, который длится сутки, начинается ярмарка на берегах рек и водоёмов. Тем, кто бодрствует во время Шиваратри, в Пуранах обещано материальное процветание и место в раю, а также любая медитация в эту ночь считается в 100 раз сильнее обычной, это связано с положением Солнца и Луны в это время. Символом этого праздника является лингам.

## Дата праздника
Отмечается в ночь перед новолунием в месяце пхалгун (дата «плавает» от конца февраля до середины марта по григорианскому календарю). Обычно праздник начинается с заходом солнца по местному времени.

## Как проводится в Индии
Праздник Махашиваратри в Индии — это день преданности и поклонения Шиве и Парвати, отмечаемый всеми правоверными индуистами.
Праздник начинается с восходом солнца в день Шиваратри и продолжается всю ночь напролет в храмах и у домашних алтарей, этот день проходит в молитвах, чтении мантр, пении гимнов и поклонении Шиве.
Шиваиты в этот день постятся, не едят и не пьют, и даже прасад Махашиваратри. Его можно есть только на следующий день.
Многие индусы участвуют в джагран (Jagran), всенощном бдении, в различных храмах Шивы по всей стране. Шиваиты считают, что искреннее соблюдение ритуалов и исполнение Шиваратри пуджи всю ночь освобождает их от всех своих грехов и дает милость Шивы в виде освобождения от цикла перерождений.
После ритуального омовения, желательно в священных водах Ганга или другой святой реки, шиваиты надевают новые одежды и должны посетить ближайший храм Шивы, чтобы предложить ему в качестве подношения традиционные молоко, воду, листья бильвы, фрукты, благовония, масляные лампы и т. д. И к концу Шиваратри от храмов в разные стороны текут молочные реки.
В этот день в храмах полно народа, люди приходят семьями, садятся вокруг храма или выстраиваются в очереди, в ожидании возможности совершить пуджу. Люди поют бхаджаны и мантру «Ом намах Шивая», звонят в колокола, чтобы сделать атмосферу религиозной и благочестивой. В шивмандирах (храмах Шивы) и на их территории зажигают множество светильников и гирлянд, в крупных храмах играют живые оркестры из духовых и ударных.

## Легенда происхождения праздника
Существуют различные легенды, связанные с фестивалем Махашиваратри. Согласно одной из наиболее популярных легенд, Шиваратри знаменует ночь свадьбы Шивы и Парвати. Есть версия, что в эту ночь Шива исполнил Тандаву, танец создания, сохранения и уничтожения. Другая легенда о Шиваратри из Линга Пурана говорит, что именно в такую ночь Шива возник перед Брахмой и Вишну в форме безначального и бесконечного лингама. В любом случае это необычная ночь и она считается крайне благоприятной.

## Что просят в этот день у Шивы
Но особое значение Махашиваратри имеет для женщин и садху. Индуски в этот день приходят просить Парвати (ведь супруг Парвати Шива считается идеальным мужем) дать им удачное замужество и красивых детей, а также семейное благополучие и процветание в новом году. Садху также считают Махашиваратри своим праздником, ведь Шива покровительствует аскетам, поэтому садху пьют во славу Шивы тхандаи (thandai) — коктейль-бханг из молока, каннабиса и миндаля.

## Технические аспекты проведения
В эту святую ночь почитают Шиву, совершая каждые три часа большую, полную пуджу (богослужение). Начнется богослужение с вступительного обряда — краткой молитвы и поклонения Ганеше (слоноголовому сыну Шивы и Парвати); божеству, устраняющему препятствия, богу мудрости и ума, подателю успеха и удачи в любом начинании. Вслед за этим начнется 1-я — вайдика пуджа (ведийская пуджа) Шиве. В ведийском поклонении древних ариев главным было поклонение не идолам, не мурти (святым образам), не иконам, а священному огню, именно с возжигания священного огня, с краткой агнихотры (огненного жертвоприношения, возлияния в огонь жертвенного масла) и начнется эта пуджа, в течение таких жертвоприношений разливают в огонь топлёное масло, подбрасывают веточки определённого дерева. В вайдика пуджу повторяются мантры из Вед и предлагаются исключительно саттвичные (обладающие качеством благости) подношения. Молитвы в этот промежуток времени (приблизительно с 19:00—22:00) также должны произноситься только с благими намерениями, никакой чёрной магии, никаких эгоистических желаний и мелочных материальных просьб. «Господи! Даруй мне веру, даруй мне спасительное знание и истинного гуру!» — такие молитвы похвальны в эту первую стражу (первые три часа). Полезно в это время молиться о других: «Боже! Исцели всех больных, накорми всех голодных, установи мир, процветание и благополучие в нашем городе, селение, стране, повсеместно…» и т. п.

### Линга-пуджа
В процессе Линга пуджи будет совершена абхишека (непрерывное, длительное возлияние на Шивалингам воды). При этом все желающие могут подойти к алтарю, сделать над Шивалингамом дхена-мудру (положение кистей рук, напоминающее вымя коровы) и сосредоточиться на тех желаниях, чаяниях, в которых имеют нужду. Тем временем, жрец (священник) будет лить через пальцы подошедших на Шивалингам непрерывной струёй воду. При этом необходимо привести свои мысли в соответствующий вид. Надо сознавать: «Что вы Ему жертвуете из себя? Чем вы хотите поделиться с Ним и что хотите обрести от Него взамен?»

### Раджасика-пуджа
Ближе к полуночи начнётся 2-я — раджасика пуджа. Раджасическая значит «страстная, активная, динамичная». Эта пуджа будет сопровождаться мантрами из Пуран и Тантр «правой руки». Это наиболее пышное богослужение с обилием всевозможных подношений и даров в сопровождении экстатического пения, радости и веселья. И молитвы здесь о процветании, о богатстве, славе, карьере, с личными (эгоистическими) мотивациями в гуне раджаса (страсти). Но это совсем не значит, что обязательно о чём-то просить Шиву. Можно просто славить его, наслаждаться самим процессом поклонения ему.

### Тамасическая пуджа
Третья стадия (3-я пуджа) — тамасическая. Здесь совершается почитание Шивы в Его грозных аспектах вместе с Его супругой Махакали.Подношения в эту пуджу тамасичные: крепкие напитки, вино, мясо, рыба, тяжёлые виды пищи и т. п. Молитвы и мантры Тантр «левой руки» произносятся в это богослужение. Во время этой стадии надо медитировать над тем, чтобы со всеми, кто создаёт проблемы (для вас) в этой жизни, разобрались шиваганы (преданные воины Шивы): «Моего врага бей, бей! Пожирай, пожирай! Убивай, убивай! Изгоняй, изгоняй!». Но в данной ситуации врагом может быть не столько конкретное лицо, но и внутренние враги, пороки и недостатки. Так, жертвование кокоса (раскалывание его перед алтарём) символизирует разбитие своего эго (ахамкары) и медитиция при этом направлена на то, какие качества в себе самом человек хотел бы разбить вдребезги. Так же, как у кокоса, у эго прочная, толстая скорлупа, но пустое пространство внутри. Гордыня, чувство собственной значимости так же лживы, как кокос: твёрдый снаружи, но пустой и жидкий внутри. Когда же совершается заклание жертвенного животного, медитируют: это убивается пашу-бхава (скотская природа) в нас самих (не козёл, кролик, петух — они только символы), а наше заблуждение, наше неведение. Душа животного при этом, получив благословение, перерождается в лучших формах, а жертвенное мясо будет приготовлено и утром роздано как причащение.
Нет достоверных данных в отношении описания тамасической пуджи. Этот обряд проводится некоторыми закрытыми группами в полной мере в современном мире, а более гуманные группы опускают / заменяют на более гуманные имитации.

### Четвёртая пуджа
Последняя — 4-я пуджа связана с почитанием Шивы как Парашивы (Абсолюта), находящегося за пределами всех качеств, имён и форм. Здесь важно не столько внешнее почитание, сколько глубокая медитация и обнаружение внутреннего единства с Шивой. Время Брахма-мухурты (мухурта — время равное 1/30 части суток, примерно с 3 до 5 утра) — предрассветное время, когда удивительная тишина и покой царят в природе, как раз способствует такой медитации. Это промежуток между сном и бодрствованием. Считается, что это время позволяет войти в высшее состояние сознания (турию) и турьятиту (состояние выше турии), то, которое над мыслью, над умом, то, в котором имманентное (проявленное) сознание связано с трансцендентным (Абсолютным, Божественным). Четвёртая, заключительная пуджа, даёт возможность ощутить Шиву как Душу своей души, как своё Высшее Я. Здесь будет совершена хома (агнихотра, огненное жертвоприношение). В огне будут сжигаться письменные молитвы. Их можно написать заранее или прямо по ходу службы. Пишется только в вежливой форме: «О, мой дорогой и любимый Господь Шива! Я — такой-то и такой-то или я — такая-то и такая-то, помоги мне в том-то и том-то». Или просто: «Пожалуйста, заметь меня среди всех и яви мне какой-нибудь знак Своей милости, покажи, что и я как-то значим для Тебя».

### Заключение
Так, непрерывно, всю ночь, совершается поклонение, почитание и медитация. Нужно, хотя бы на это время, освободить свой ум от мирских мыслей. Оставить одно только имя Шивы, и повторять: «ом намах шивайя» — «Ом поклонение Благому!». Нужно постараться целиком погрузиться в осознавание, в духовный опыт. Забыть о потребности в сне, пище, питье. Забыть о телесном. Эта Ночь даёт уникальные возможности.